# Tsuro

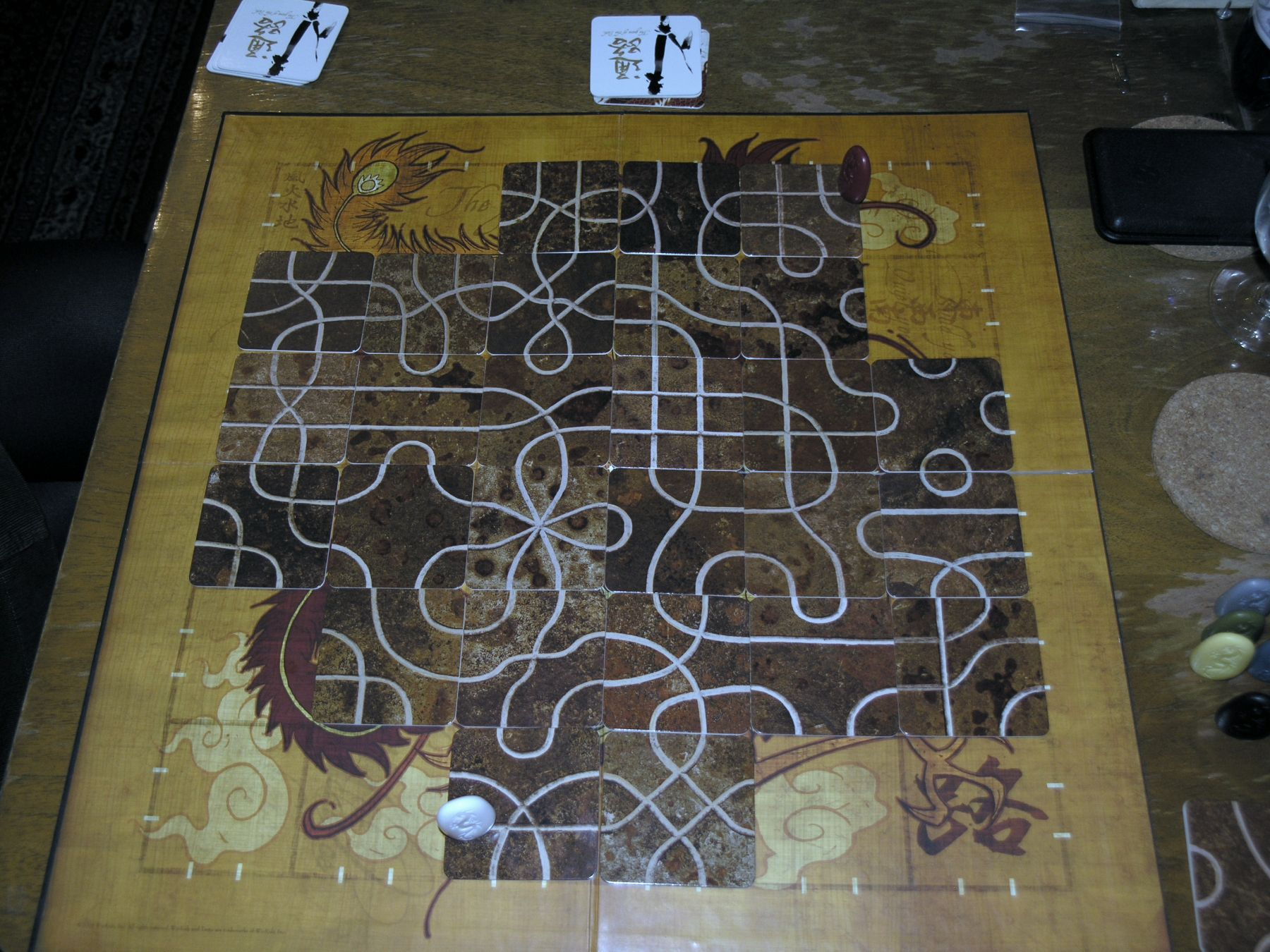
Tsuro.

Tsuro est un jeu de plateau dans lequel chaque joueur construit des chemins, et tente de rester à l'intérieur de l'espace de jeu tout en obligeant les autres joueurs à en sortir.

## Historique
Tsuro a été mis au point par Tom McMurchie, et initialement publié par WizKids (en) en 2005 ; il est actuellement distribué par Calliope Games. En 2012, Jordan Weisman en a créé une variante « maritime », Tsuro of the Seas (Tsuro des mers), également distribuée par Calliope Games.

## Mécanisme du jeu

Points d'entrée pour 8 joueurs.

Tsuro est un jeu de plateau pour deux à huit joueurs. Le plateau, au départ vide, est un carré de 36 cases ayant la taille des 36 cartes des joueurs. Chaque joueur dispose d'un marqueur coloré et de 3 cartes, représentant des sections de chemins pouvant se raccorder entre elles (le reste constituant une réserve).    
Chaque joueur à son tour sélectionne une carte dans sa « main » et la pose sur le plateau (en respectant certaines contraintes) pour étendre les chemins déjà formés, reprend une carte dans la réserve, puis déplace son marqueur (et éventuellement ceux d'autres joueurs) le long de ces chemins, en évitant de sortir du plateau, et en tentant d'en éjecter les autres, le gagnant étant le dernier survivant.